# Krzysztof Stypuła
Krzysztof Konstanty Stypuła (ur. 20 marca 1948 w Krakowie, zm. 19 maja 2020 tamże) – polski inżynier budownictwa, profesor nauk technicznych, specjalista mechaniki budowli i budowy metra, wykładowca akademicki.

## Życiorys
Urodził się 20 marca 1948 r. w Krakowie. Uczył się w Szkole  Podstawowej nr 36, a w 1966 r. ukończył III Liceum Ogólnokształcące im. Jana Kochanowskiego w Krakowie, zaś następnie z wyróżnieniem ukończył w 1971 r. studia magisterskie na Wydziale Leśnym Wyższej Szkoły Rolniczej w Krakowie ze specjalnością inżynieria leśna. W latach 1971–1974 pracował w Instytucie Użytkowania Lasu i Inżynierii Leśnej Akademii Rolniczej w Krakowie, tworząc laboratorium mechaniki gruntów i gruntoznawstwa drogowego. Prowadził wówczas przedmioty z pogranicza tematyki rolnej i budowlanej.
Jednocześnie od 1969 do 1974 r. studiował na Wydziale Budownictwa Lądowego Politechniki Krakowskiej na specjalności teoria konstrukcji, a jego praca dyplomowa została wyróżniona w konkursie im. prof. I. Stella-Sawickiego. W 1974 r. zaczął pracę w Instytucie Mechaniki Budowli Politechniki Krakowskiej i siedem lat później obronił pracę doktorską nt. badania propagacji w podłożu gruntowym oraz przenoszenia na budynki drgań wywołanych wbijaniem pali fundamentowych. W 2002 r. uzyskał habilitację na podstawie pracy nt. drgań mechanicznych wywołanych eksploatacją metra płytkiego i ich wpływu na budynki, dwa lata później został profesorem nadzwyczajnym na Politechnice Krakowskiej, a w 2014 r. otrzymał tytuł profesora nauk technicznych.
Od 1995 r. pełnił funkcję zastępcy dyrektora ds. badań naukowych i współpracy z przemysłem, a od 2013 r. był dyrektorem instytutu i pełnił tę funkcję do 20 marca 2018 r., gdy osiągnął wiek 70 lat. Następnie sprawował funkcję p.o. dyrektora. 
Specjalista badań statyki i dynamiki budowli, dynamiki gruntów i ochrony środowiska przed wibracjami, w tym wibracjami powodowanymi przez środki transportu, w szczególności metro w  Warszawie. Autor lub współautor monografii, artykułów, ponad 200 publikacji i ponad 170 prac naukowo-badawczych. Twórca prac poświęconych drganiom spowodowanym przez budowę i eksploatację metra w Warszawie oraz linii kolejowych. Zaprojektował wibroizolację torowiska w tunelu średnicowym w Warszawie i na części I linii metra oraz w pobliżu linii tramwajowych w tym mieście. Był także autorem analogicznych projektów dla dworca w Katowicach, dworca głównego w Krakowie i Centralnego w Warszawie, ale też Wydziału Fizyki Uniwersytetu Jagiellońskiego i Wydziału Nanotechnologii Akademii Górniczo-Hutniczej.  Prowadził obliczenia sejsmiczne podczas projektowania metra w Algierze i dynamiczne na potrzeby estakady dworca w Częstochowie oraz innych budynków sąsiadujących z liniami kolejowymi, tramwajowymi i Metra Warszawskiego, a także szacował wpływ drgań powodowanych przez budowę i użytkowanie dróg na budynki. W 2005 r. przedstawił później potwierdzoną badaniami tezę o odmiennym charakterze odpowiedzi budynków na drgania z komunikacji podziemnej w stosunku do drgań wywoływanych przez komunikację naziemną. Był promotorem budowy metra w Krakowie. Koncepcja krakowskiego metra stała się elementem wyborów samorządowych w 2016.
Autor polskich norm (m.in. w zakresie wpływu drgań na budynki i ludzi w budynkach) i konsultant końcowej wersji normy międzynarodowej (ISO) oraz uczestnik tworzenia prawa budowlanego dotyczącego wpływu drgań na budowle. 
Wieloletni członek senatu uczelni. Przewodniczący Małopolskiego Oddziału Polskiego Związku Inżynierów i Techników Budownictwa, członek rad naukowych Zarządu Metra Warszawskiego i Kolei Dużych Prędkości PKP PLK. Promotor trzech prac doktorskich. Wyróżniony Nagrodą Sekretarza Naukowego PAN (1982 r.), dwiema Nagrodami Ministra Nauki i Szkolnictwa Wyższego (1980, 1984 r. – obie zespołowe), Nagrodami Rektora Politechniki Krakowskiej, Nagrodą im. Stefana Bryły i nagrodą TOPBuilder. Członek Komisji Budownictwa Oddziału Krakowskiego Polskiej Akademii Nauk.
Pisał wiersze i fraszki zebrane w tomiku Sobie śpiewam, a ludziom, był także autorem tekstów pieśni religijnych. Krótkie utwory poetyckie zamieszczał na 3. stronie okładki w każdym kolejnym numerze miesięcznika „Nasza Politechnika” począwszy od roku 2009.
Zmarł w 19 maja 2020 r. w Krakowie. Został pochowany na Cmentarzu Podgórskim, kwatera XXXI, rząd 5, miejsce 6.

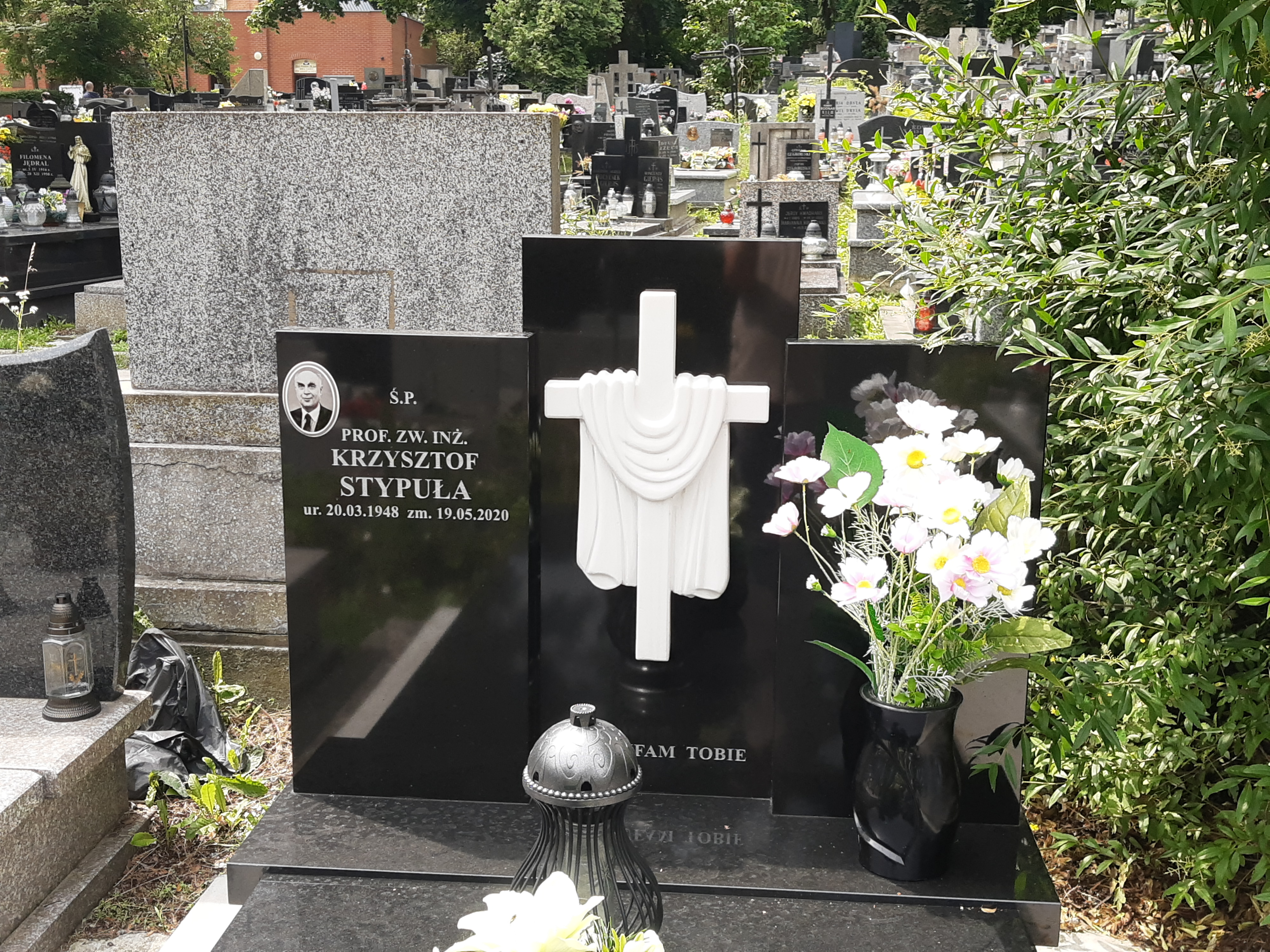
Grób prof. Krzysztofa Stypuły na Cmentarzu Podgórskim

## Odznaczenia i nagrody
- Krzyż Kawalerski Orderu Odrodzenia Polski[4]
- Złoty Krzyż Zasługi[4]
- Medal Komisji Edukacji Narodowej (2000)[1]
- nagroda sekretarza naukowego PAN (1982)[2]
- Medal im. prof. Romana Ciesielskiego (2010)[14]
- Nagroda im. prof. Stefana Bryły (2003)[15]
- TOPBuilder (2017)[1]
- Nagroda Ministra Nauki i Szkolnictwa Wyższego (1980, 1984 – zespołowe)[2]